# 앤드루 시어

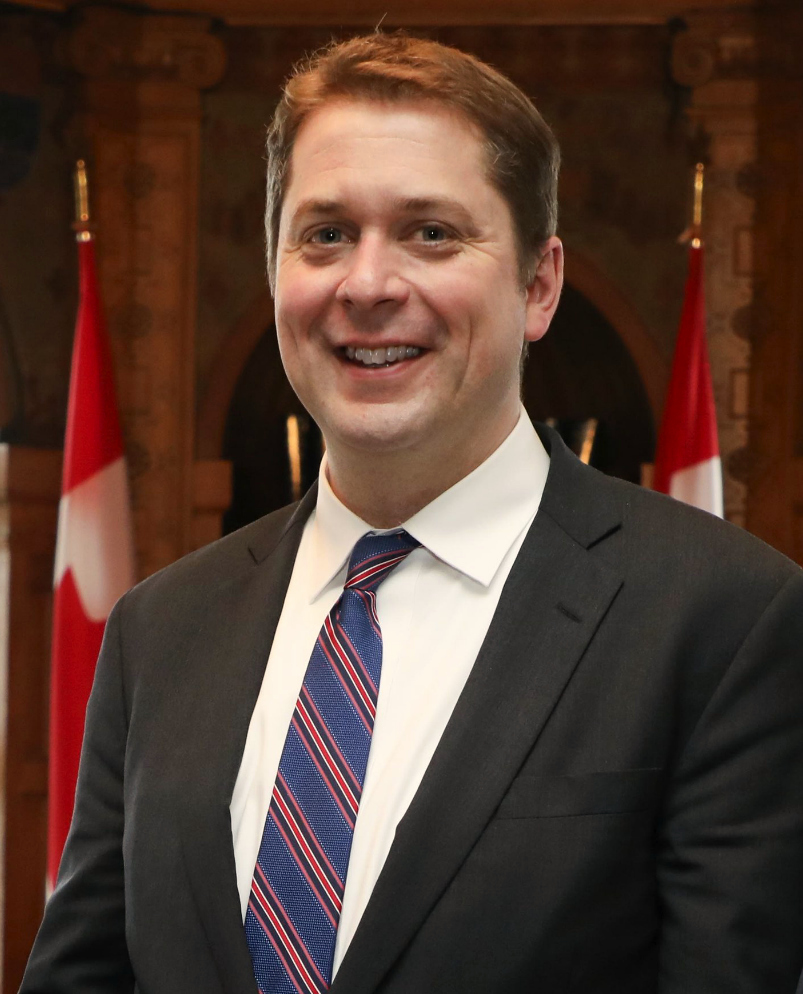
앤드루 시어

앤드루 제임스 시어(영어: Andrew James Scheer, 1979년 5월 20일 ~ )는 캐나다의 정치인으로 2004년 이래 서스캐처원주 리자이나콰펠 지역구의 캐나다 하원 의원을 역임하고 있다. 그는 또한 2017년부터 캐나다 보수당(이하 보수당)의 대표 겸 야권대표직을 지내고 있다.
온타리오주 오타와 출신인 그는 1998년에 오타와 대학교에서 정치학, 역사학, 범죄학 학사 학위를 받았으며, 리자이나 대학교에서도 학사 학위를 받았다. 25세 때 리자이나콰펠의 캐나다 하원 의원으로 당선되었으며, 2006년, 2008년, 2011년에 연임에 성공했다. 2011년 32세의 나이에 하원 의장으로 선출되어 캐나다 역사상 최연소 하원 의장이 되었다. 제41대 캐나다 하원 전 기간 동안 의장직을 맡았으며, 2016년 9월 28일 "참보수, 참지도자"라는 기치 아래 차기 보수당 전당대회 출마를 선언했다.
그는 스스로 경제 발전, 재정 긴축, 정부의 비효율성 최소화를 중시한다고 밝혔으며, 탄소세를 반대하는 인물 중 하나이다. 차기 집권 시 초기 2년 이내에 캐나다 연방 정부의 수지 균형을 맞추는 한편 항공 산업을 개방해 캐나다의 대외 경쟁을 장려하겠다고 밝혔다. 스티븐 하퍼 전 총리의 측근인 그는 2017년 5월 27일 보수당의 대표로 선출되었다.